# Aleix Font
Aleix Font Rodríguez (Barcellona, 11 marzo 1998) è un cestista spagnolo.